# Dorfkirche Rieben

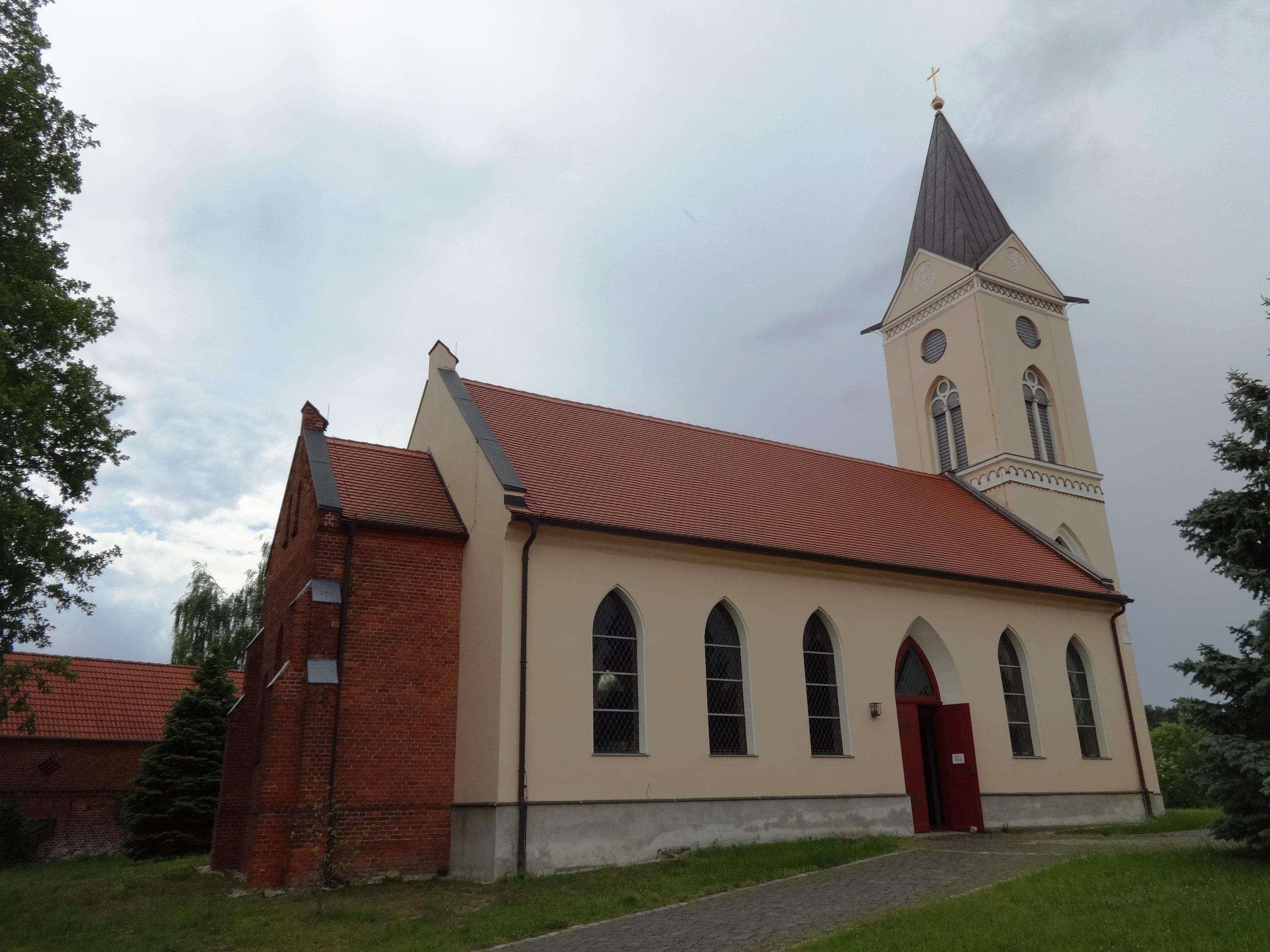
Dorfkirche in Rieben (Beelitz)

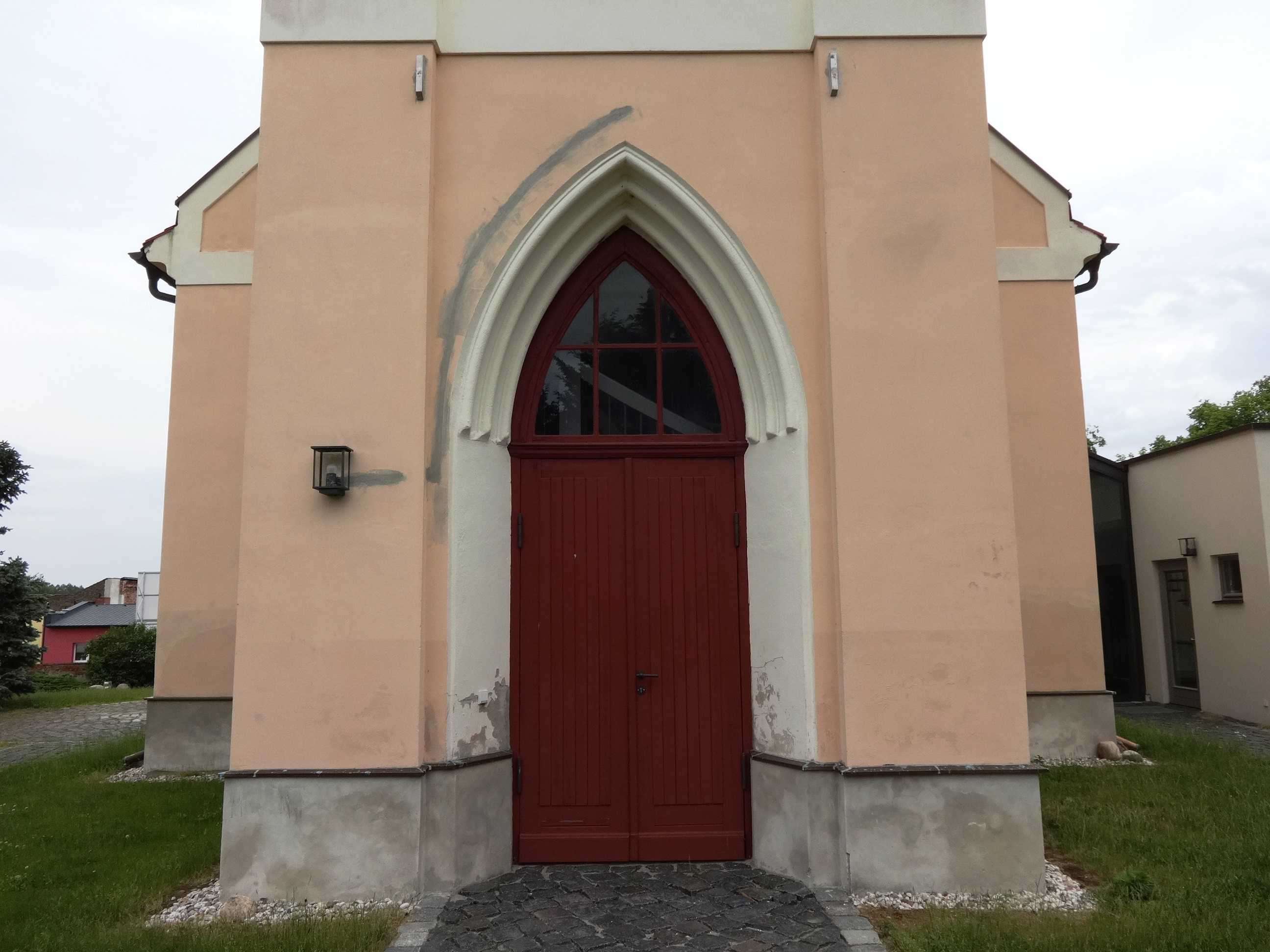
Westportal

Die evangelische Dorfkirche Rieben ist ein Sakralbau in Rieben, einem Ortsteil der Stadt Beelitz im Landkreis Potsdam-Mittelmark im Bundesland Brandenburg.

## Geschichte
Das Angerdorf Rieben wurde erstmals in einer Urkunde aus dem Jahr 1335 erwähnt. Im Landbuch Karls IV. aus dem Jahr 1375 erschienen zwei Pfarrhufen. Somit ist es wahrscheinlich, dass auch eine Kirche existiert hat. Die erste Erwähnung eines Bauwerks findet sich im Jahr 1450. Anlässlich einer protestantischen Visitation im Jahr 1539 ist auch die Existenz eines Pfarrers bekannt. Aussagekräftige Dokumente über einen Kirchenbau aus dieser Zeit existieren bislang nicht.
Das Bauwerk entstand in den Jahren 1817 bis 1820, wenngleich noch ohne Orgel. Durch die stark wachsende Bevölkerung regte der damalige Pfarrer Schmidt anlässlich einer Visitation der Parochie Elsholz im Jahr 1891 beim Superintendenten Miething eine Erweiterung der Kirche an. Außerdem bat er darum, eine Orgel anzuschaffen. Zwei Jahre und einige Schriftwechsel später entsprach das Konsistorium der Kirchenprovinz Brandenburg mit Sitz in Berlin seinem Wunsch, forderte ihn aber gleichzeitig auf, von weiteren Schreiben abzusehen. Die Kirchengemeinde erweiterte daraufhin das Kirchenschiff um Anbauten an der Ost- und Südseite und gestaltete den Innenraum neu. Der Maurermeister Koebert aus Lehnin errichtete für 4.600 Mark den Emporenzugang sowie den Choranbau. Der Orgelbaumeister Adam Eifert aus Stadtilm in Thüringen lieferte eine Orgel und stellte der Kirchengemeinde hierfür 2.385 Mark in Rechnung. Die erneute Kirchweihe fand im Beisein des Generalsuperintendenten Ernst Dryander am 4. November 1896 statt.
Eine Restaurierung ist aus dem Jahr 1934 überliefert. Im Jahr 1970 fand eine Renovierung statt, bei der die Kirche verputzt wurde. Durch diese Baumaßnahme verschlechterte sich jedoch im Laufe der Jahrzehnte das Raumklima. In der Zeit der DDR verfiel das Bauwerk weiter. 1975 nahmen Handwerker daher die alte Turmspitze ab und ersetzten sie durch ein schlichtes Satteldach.
2001 stellten Experten den Echten Hausschwamm fest und ließen die Kirche aus Sicherheitsgründen für die Öffentlichkeit sperren. Der Putz wurde daraufhin entfernt, Altar und Kanzel vorübergehend ausgelagert. Im Januar 2003 lehnte das Konsistorium zunächst die erforderlichen Mittel für eine Sanierung ab. Die Kirchengemeinde musste daher darüber nachdenken, eine Profanierung des Bauwerks einzuleiten. Schließlich gründete sich jedoch ein Förderverein Treffpunkt Leben, der sich für den Erhalt des Sakralbaus einsetzte. Ein Beelitzer Architekturbüro erstellte ein Sanierungskonzept. Es sah vor, die Kirche als kommunales, soziales und kirchliches Zentrum zu entwickeln. 2006 sanierte die Gemeinde das Dach sowie die Fassade, 2007 den Kirchturm. Mit der Unterstützung des Fördervereins konnte in den folgenden Jahren der Innenraum saniert und die im Konzept vorgesehenen baulichen Veränderungen vorgenommen werden. Die Gesamtkosten schätzte das Büro auf rund 700.000 Euro, davon entfielen alleine auf den Austausch des Erdreichs im Kirchenschiff rund 90.000 Euro.
Das Brandenburgische Landesamt für Denkmalpflege begleitete die Umbauten mit besonderer Aufmerksamkeit, da durch die Baumaßnahmen der Kirchenboden um 20 cm abgesenkt wurde. Bei dem Versatz zweier Pfeiler entdeckten die Experten Feldsteinfundamente, was auf einen Vorgängerbau hinweisen könnte. Weiterhin wurde eine Vielzahl kleiner Objekte aus dem Boden herausgesiebt. Darunter befanden sich Eisenobjekte wie Nägel und Schrauben, aber auch Kronkorken der Berliner-Kindl-Brauerei. Weiterhin konnten mehrere ur- oder frühgeschichtliche Keramikscherben, Buntmetall und vierzehn Münzen sichergestellt werden. Eine der Münzen konnten nach vorläufigen Schätzungen auf das 14. oder 15. Jahrhundert datiert werden.
Das vordere Drittel des Kirchenschiffs dient seither sakralen Zwecken, während der hintere Teil – durch eine Glaswand getrennt – Raum für Lesungen, Ausstellungen und Konzerte bietet. Dort wurde auch ein zweites Geschoss eingezogen, um ein Büro für den Ortsvorsteher einzurichten. In einem neu errichteten Glasanbau sind Sozialräume und sanitäre Einrichtungen untergebracht. Die Arbeiten wurden am 23. September 2012 abgeschlossen. Bei der Sanierung, die rund eine Million Euro kostete, konnte die Gemeinde auf Fördermittel aus dem integrierten ländlichen Entwicklungskonzept zurückgreifen.
Die Umbaumaßnahmen wurden mit dem 2. Preis im Wettbewerb der Stiftung zur Bewahrung kirchlicher Baudenkmale in Deutschland ausgezeichnet.

## Architektur

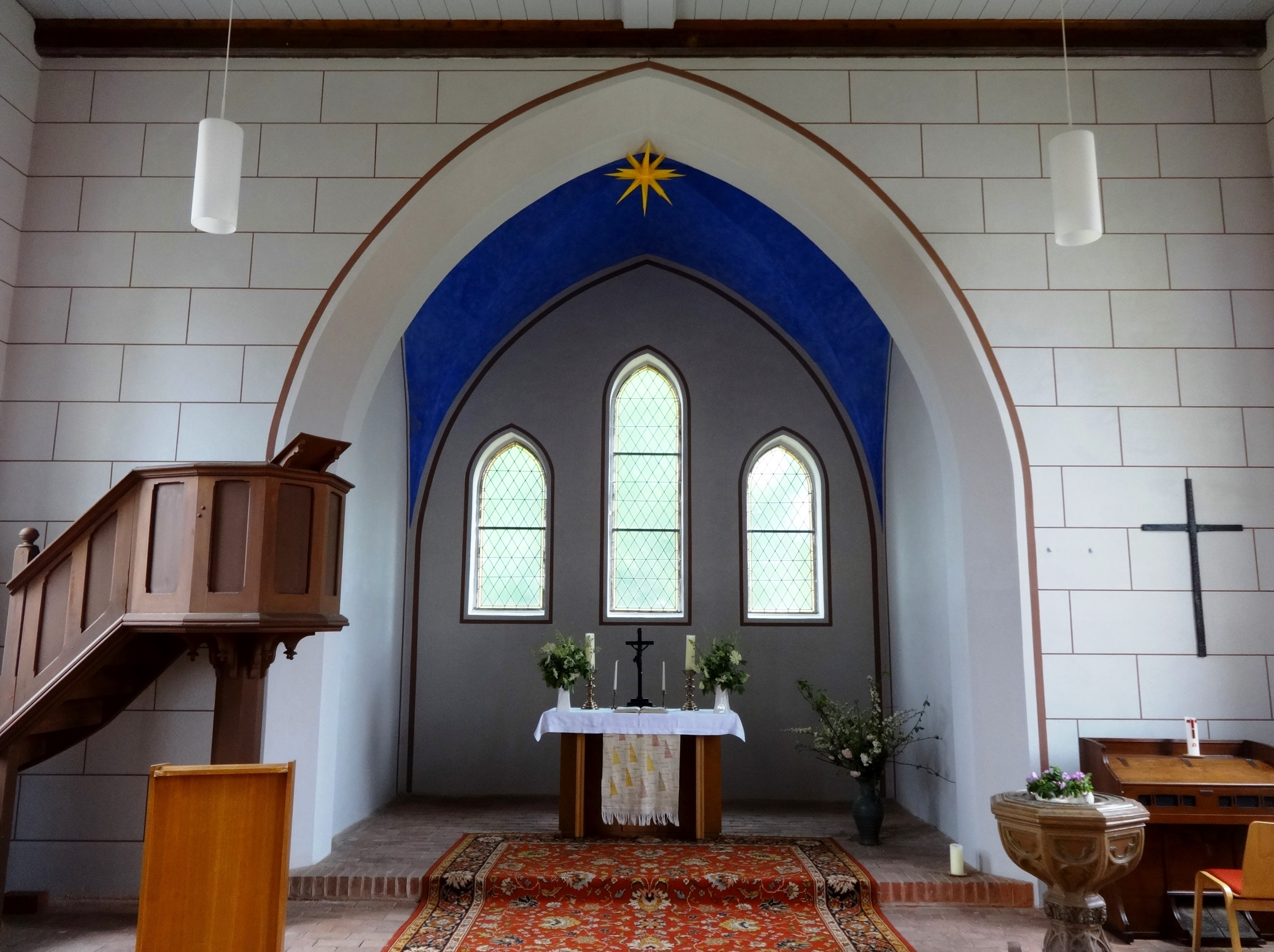
Altarraum

Die Saalkirche wurde im Gilly-Stil der Neugotik errichtet. Sie ist mit einem hellen Putz versehen, so dass in diesem Zustand keine Aussage darüber getroffen werden kann, in welcher Form die Fundamentreste in den Bau einbezogen wurden. Das Kirchenschiff ist schlicht gehalten und verfügt an jeder Seite über fünf große, spitzbogenförmige Fenster. Der Zugang erfolgt nach dem Umbau an der Nordseite über ein ebenfalls spitzbogenförmiges Portal, dessen Scheitel die Höhe der Fenster aufgreift. An der Südseite befindet sich ein verglaster Anbau. Er reicht in seiner Höhe an die Traufe des Kirchenschiffs heran und geht von dort an nahtlos in das Satteldach des Schiffs über. An ihn schließt sich ein schlichter, weiß verputzter und rechteckiger Anbau an. Der Chor ist aus rötlichen Mauerziegeln errichtet. An der Chorostwand befindet sich eine Dreifenstergruppe, die mit seitlichem, zweifach abgetrepptem Strebewerk stabilisiert wird. Im Giebel befinden sich zwei weitere, kleinere, aber ebenfalls spitzbogenförmige Fenster.
Der Westturm kann durch ein vierfach getrepptes, spitzbogenförmiges Portal betreten werden. An beiden Seiten sorgen links und rechts je zwei ebenfalls spitzbogenförmige Fenster für einen Lichteinfall. Das zweite Geschoss ist mit einem weißen, profilierten Gesims abgetrennt, dass sich in Höhe der Traufe auf der Westseite des Kirchenschiffs fortsetzt. Oberhalb befinden sich drei weitere Fenster, gefolgt von einem nach unten geöffneten Rollenfries, der das dritte und letzte Geschoss vom übrigen Baukörper trennt. An jeder Seite sind zwei gekuppelte Klangarkaden zu sehen, die mit einem Nonnenkopf gekrönt werden. Darüber ist jeweils eine kreisförmige Öffnung zu sehen. Der Turm schließt mit einem Zahnfries ab. Der Turmhelm ist mit einem Kupferdach verkleidet, das an seiner Spitze eine Kugel sowie ein Kreuz trägt.

## Ausstattung

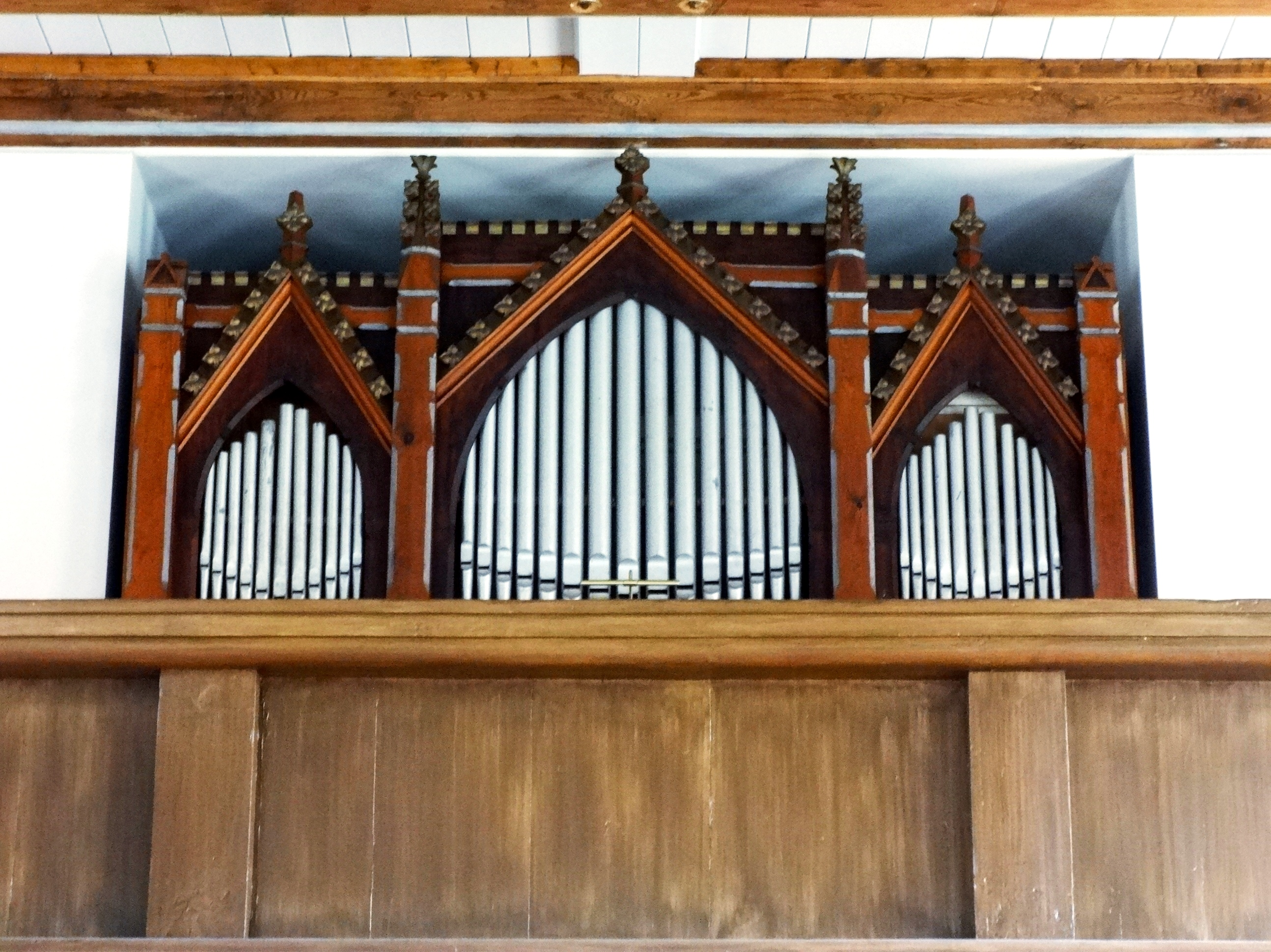
Orgel

Der schlichte, hölzerne Altar sowie die ebenfalls sehr schlicht gehaltene Kanzel stammen aus der Neuzeit. Daneben existieren ein Kelch sowie ein Leuchterpaar aus Messing, die im 17. Jahrhundert gefertigt wurden. Aus dieser Zeit stammt auch eine achteckige Fünte, in der eine Taufschale aus Messing liegt. Auf ihr ist ein Vers aus dem Evangelium nach Matthäus eingeprägt: „Lasset die Kindlein zu mir kommen und wehret ihnen nicht“ (19, 14). Das Kirchenschiff ist in seinem Innern weiß ausgemalt, ebenso die flache Balkendecke. Braune Linien erwecken den Anschein, dass ein großformatiges Mauerwerk vorhanden ist. Der Triumphbogen ist ebenfalls mit einem braunen Streifen akzentuiert. Das Chorgewölbe ist mit blauer Farbe ausgemalt.